# Micro-USB-Standard

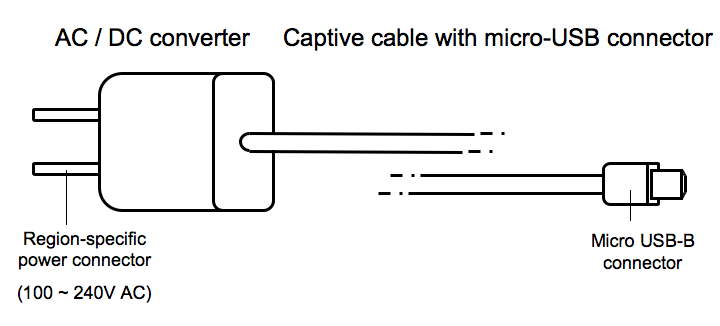
Komponenten des Micro-USB-Standards

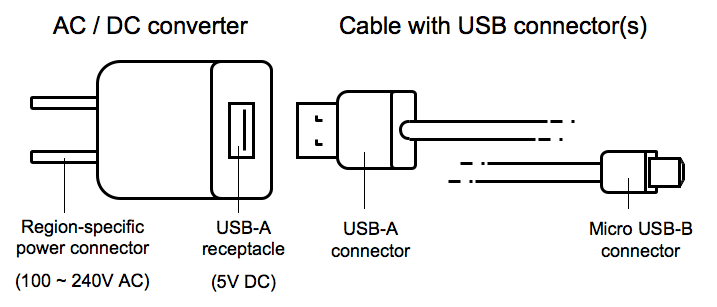
Micro-USB-Standard mit steckbarem Kabel

Der Micro-USB-Standard bezeichnet eine Regelung auf Basis des USB-Standards, nach der ab 2011 die Steckverbinder für die Stromversorgung von Mobiltelefonen und anderen elektronischen Geräten in Europa vereinheitlicht wurden (Norm EN 62684:2011). Neben der Stromversorgung ist die Schnittstelle auch zur Datenübertragung nutzbar. Dabei dient ein einheitlicher Micro-USB-Stecker zur Verbindung mit dem Mobiltelefon. Das Kabel kann entweder fest oder durch einen Stecker mit dem Ladegerät verbunden sein. Bei einem steckbaren Kabel ist ein Standard-USB-Stecker (Typ A) zur Verbindung mit dem Ladegerät zu nutzen.
Inzwischen haben mehrere große IT-Unternehmen ein Memorandum of Understanding unterzeichnet, das USB-C als verbindlichen Ladestandard für Smartphones vorsieht.

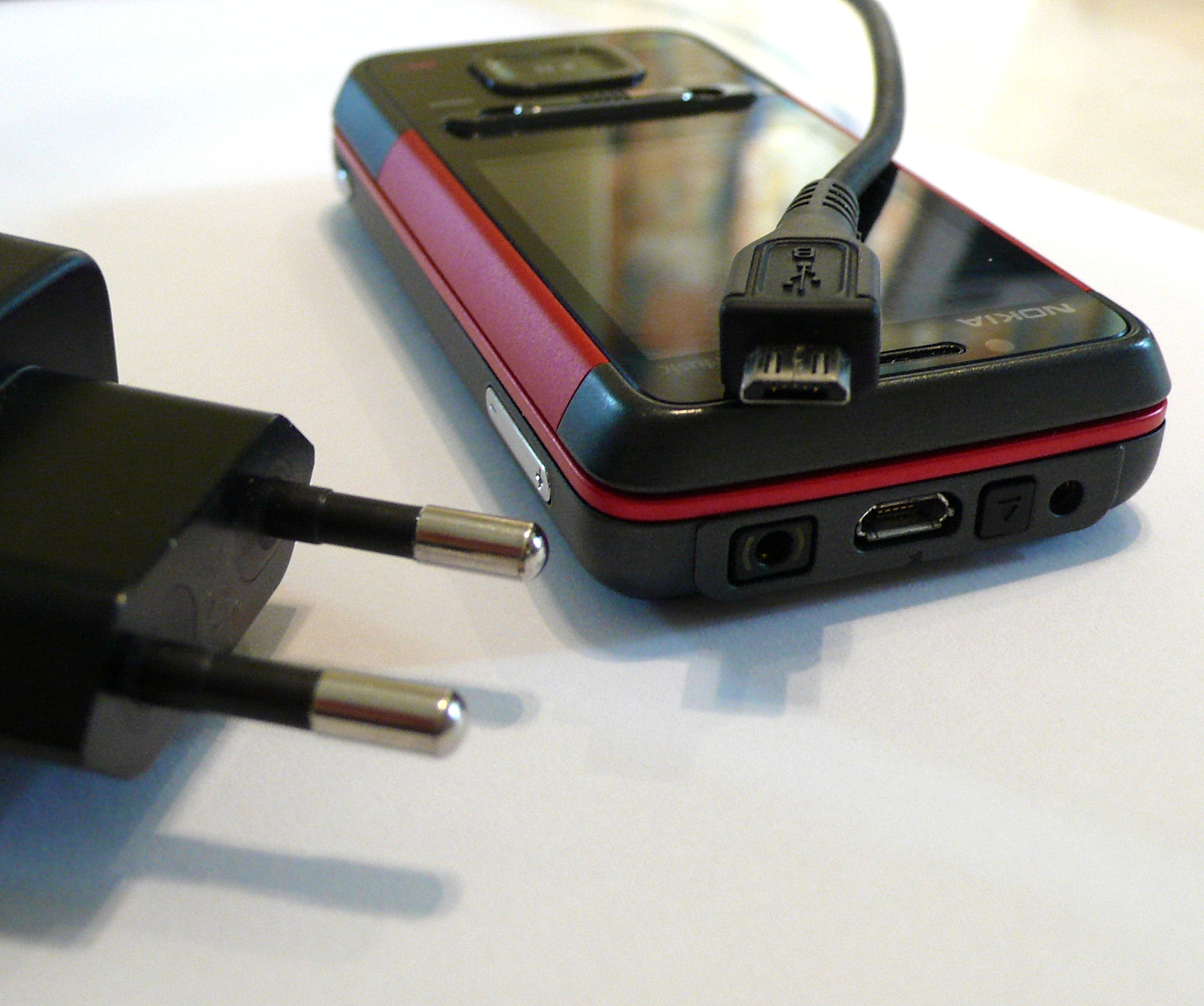
Micro-USB-B-Stecker an einem Mobiltelefon mit Ladegerät

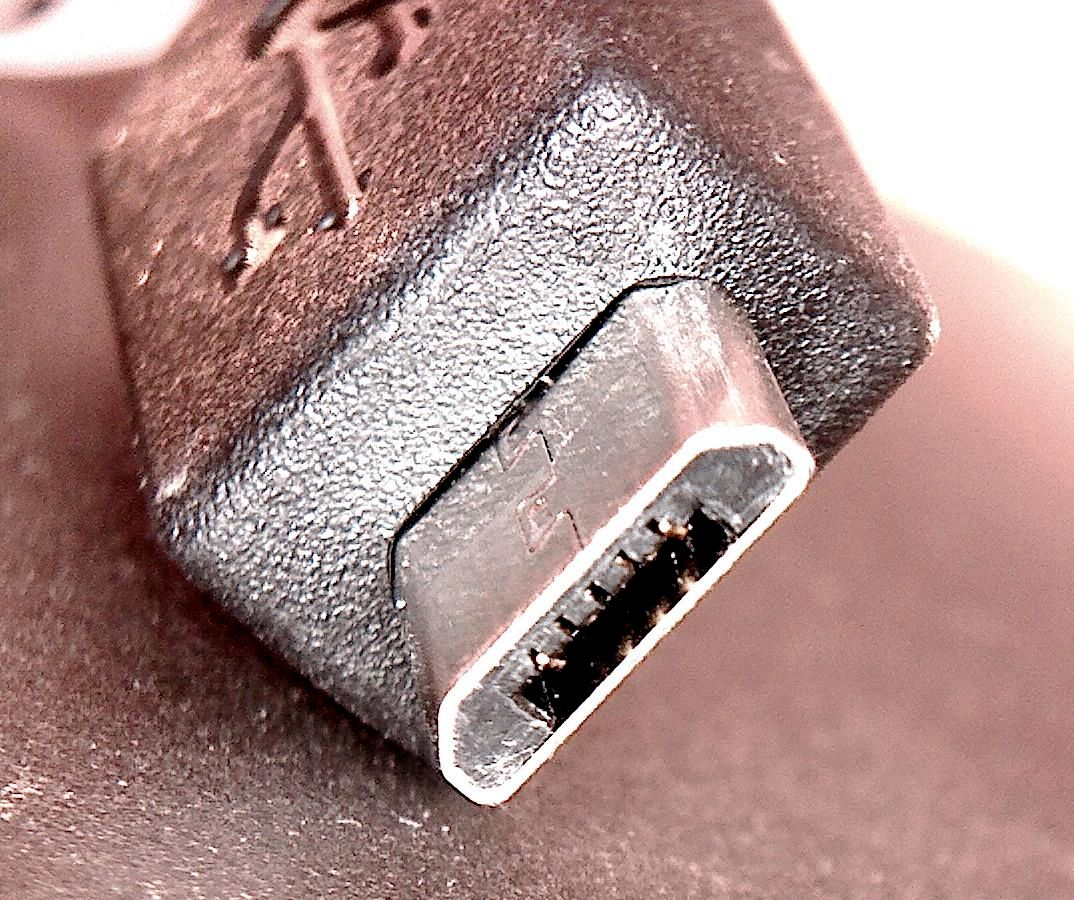
Micro-USB-B-Stecker im Detail

## Geschichte
Im Juni 2009 hatten sich 14 Smartphone-Hersteller nach Druck seitens der EU-Kommission und insbesondere des Industriekommissars Günter Verheugen auf die Entwicklung einer einheitlichen Schnittstelle für Mobiltelefone geeinigt (engl. common external power supply oder common EPS). Bei den Unternehmen handelt es sich um Emblaze Mobile, Huawei Technologies, LG Electronics, Motorola Mobility, NEC, Nokia, Qualcomm, RIM, Samsung, Sony Ericsson, TCT Mobile (Alcatel), Texas Instruments und Atmel. Neben der Stromversorgung ist diese Schnittstelle auch zur Datenübermittlung fähig. Im Dezember 2010 legten die europäischen Normungsorganisationen die technischen Standards fest, die dann in der Norm IEC 62684:2011 festgeschrieben wurden (deutsche Fassung: DIN EN 62684:2010 „Spezifikationen für die Interoperabilität eines einheitlichen externen Stromversorgungsgeräts für die Anwendung bei datenübertragungsfähigen Mobiltelefonen“).
Im Februar 2011 stellten Vertreter des High-Tech-Verbandes Digitaleurope in Brüssel das erste europaweit einheitliche Handy-Aufladegerät vor. Technisch ist der Stecker zum Mobiltelefon als Micro-USB-Stecker ausgeführt. Das Kabel kann entweder fest oder durch einen Standard-USB-Stecker (Typ A) mit dem Ladegerät verbunden sein.
Obwohl Apple die Initiative für einheitliche Ladegeräte unterstützte, setzte das Unternehmen weiterhin seinen eigenen Steckertyp Lightning ein. Um trotzdem der EU-Richtlinie zu entsprechen, vertrieb der Hersteller Adapter auf Micro-USB-Stecker. Das iPhone 15 und neuere Geräte von Apple besitzen USB-C-Ladebuchsen.
Nach dem Auslaufen der freiwilligen Vereinbarung verabschiedete das europäische Parlament im März 2014 einen Gesetzesentwurf, der unter anderem die Einführung eines einheitlichen Ladegeräts insbesondere für Mobiltelefone ab 2017 vorsieht.

## Auswirkungen
Ziel des Standards war die Verringerung der Elektroschrott-Mengen. Bisher machten die zu Telefonen gehörenden Ladegeräte pro Jahr mehr als 51.000 Tonnen Elektroschrott aus.
Die EU-Kommission erwartete auch, dass die Preise für Aufladegeräte sinken würden. Die Kommission hofft weiterhin, dass auch Hersteller in anderen Regionen die europäische Norm für Aufladegeräte übernehmen; eine entsprechende ITU-Empfehlung liegt seit 2011 vor.
Elektroschrott soll auch durch den Qi-Standard zur kabellosen Übertragung von Energie vermieden werden. Künftig sollen so unterschiedliche Ladegeräte überflüssig werden. Auch sind Adapter für z. B. Micro-USB erhältlich. Während der Micro-USB-Standard 2017 noch in etwa 17 % der Smartphone-Modelle eingesetzt wurde, sind es 2023 7 %. Seit 2015 enthalten 68 % der Smartphones den USB-C-Anschluss, da dieser für höhere Ladeströme ausgelegt ist und höhere Datenübertragungsraten ermöglicht.